# Le mani sporche
Le mani sporche è un'opera teatrale del 1948, scritta da Jean-Paul Sartre. Fra tutte le sue opere teatrali questa è stata la più discussa e contrastata a causa del suo contenuto politico, dei problemi sollevati, della strumentalizzazione di cui essa fu oggetto. La vicenda narrata, seppur trasposta in un mondo fittizio, è ispirata dall'assassinio di Lev Trockij da parte del suo segretario Ramón Mercader, agente stalinista.

## Trama
La storia ha due inizi. Il primo: Hugo, un giovane intellettuale, è appena uscito di prigione dove ha scontato due anni per l'uccisione del capo di partito Hoederer. Egli si reca direttamente a casa di Olga, amica e compagna di partito, perché si sente braccato e vuole nascondersi. Sono i suoi stessi compagni che vogliono liquidarlo? Grazie all'intervento dell'amica, il partito acconsente a dargli una possibilità affinché arrivi a dimostrare la vera ragione per cui ha eseguito l'ordine. Assassinio politico, un banale accidente o un delitto passionale? A questo punto la storia si riavvolge di colpo su se stessa, "comincia dall'inizio". Il lungo flashback si traduce nella soggettiva di ciascun personaggio che è chiamato a testimoniare i fatti accaduti due anni prima. Si delineano così risvolti imprevisti. La vicenda si ricostruisce a quadri come i tasselli di un mosaico dove le figure di Hugo, della moglie Jessica, di Hoederer e di Olga giocano a turno un ruolo determinante. È una partita alla quale Hugo non può assolutamente sottrarsi per poter spezzare il cerchio che lo isola e da cui viene condizionato. Dice Sartre "..ogni personaggio non sarà che la scelta di una via d'uscita e varrà la via d'uscita scelta. In un certo senso, ogni situazione è una trappola per sorci: muri da ogni parte. Ciascuno inventando la propria via d'uscita, inventa se stesso.". Hugo può rompere quel cerchio a patto di sapere quale valore può assumere il suo atto. Spezzare il cerchio è spesso "trasgredire", venir meno a regole "incrostate", affrontare consci della propria libertà nuove scelte: dall'affermazione individuale alla presa di coscienza del valore collettivo di esse.

## Commento
Fin dall'inizio, Sartre aveva dichiarato che il dramma doveva mantenersi nella linea di un problema individuale - anche se la situazione nella quale si viene a trovare il protagonista è identificabile con altre in cui si sono trovati noti personaggi politici, in diversi paesi. Questo stato di cose e il clima di bagarre di quegli anni, costrinsero Sartre a concedere l'autorizzazione per la rappresentazione de Le mani sporche solo in casi da lui giudicati opportuni.

## Rappresentazioni
La prima rappresentazione de Les Mains sales è stata il 2 aprile 1948 al Théâtre Antoine di Parigi, regia di Pierre Valde con la collaborazione di Jean Cocteau, con Roland Bailly (Slick), Jacques Castelot, Paula Dehelly, Michel Jourdan, André Luguet (Hoederer), Maïk, Christian Marquand, Jean Morel, Marie Olivier, François Périer (Hugo), Maurice Regamey, Jean Violette (Karsky).
La prima rappresentazione italiana de Le mani sporche è stata il 26 gennaio 1949 al Teatro Odeon di Milano, regia di Alessandro Brissoni, con Luigi Cimara, Leonardo Cortese, Margherita Bagni, Andreina Paul, Achille Millo, Giuseppe Pertile, Mario Gallina, Arnoldo Foà.
Nel 1964 il regista Gianfranco De Bosio otteneva da Sartre il permesso per un nuovo allestimento. La pièce ha debuttato il 24 marzo 1964 al Teatro Carignano di Torino, nella traduzione di Vittorio Sermonti, scene e costumi di Ezio Frigerio, musiche di Sergio Liberovici, regia di Gianfranco De Bosio; interpreti: Marina Bonfigli (Olga), Giulio Bosetti (Hugo), Piero Robba, Carlo Baroni, Tino Schirinzi, Alfredo Piano, Paola Quattrini, Mario Piave, Carlo Bagno, Gianni Santuccio (Hoederer), Giulio Oppi, Antonio Salines.

## Adattamenti
Per il cinema: Les Mains sales, regia di Fernand Rivers e Simone Berriau (1951), con Daniel Gélin, Pierre Brasseur, Jacques Castelot, Georges Chamarat, Christian Marquand.
Per la televisione italiana: lo sceneggiato in tre puntate Le mani sporche, traduzione, adattamento televisivo e regia di Elio Petri, 1978.
Per la televisione finlandese: il film Likaiset kädet, diretto da Aki Kaurismäki, 1989.